# دارل گریرسون
دارل گریرسون (انگلیسی: Darrell Grierson؛ زادهٔ ۱۳ اکتبر ۱۹۶۸) بازیکن فوتبال اهل بریتانیا است.
از باشگاه‌هایی که در آن بازی کرده‌است می‌توان به باشگاه فوتبال ترانمره راورز اشاره کرد.